# Músculo flexor longo do hálux
O músculo flexor longo do hálux é um músculo da perna.